# Alluvione di Carrara del 2003
L'alluvione di Carrara del 23 settembre 2003 fu un violento nubifragio che colpì la città di Carrara e la frazione di Avenza provocando la morte di 2 persone e ingenti danni a cose.
Nel disastro inoltre furono coinvolte anche 70 persone che si recarono al pronto soccorso, 30 sfollati e altri 15 che rifiutarono di lasciare le proprie case.
I negozi hanno subito 1 metro d'acqua, inoltre anche le imprese rimasero bloccate (segherie chiuse e cave irraggiungibili), molta agitazione nella persone, ci furono anche problemi nelle località di Colonnata con l'arresto temporaneo del gas all'interno delle abitazioni, Forno e Torano.
La capienza massima della pioggia è stata di 140 millimetri nell'arco di un'ora e mezzo, non previsti dai bollettini meteo.

## Cronologia

### Propagazione temporalesca
La sera del 23 settembre 2003 un violento nubifragio colpì Carrara provocando solo una vittima, durante la sera infatti si sviluppò un violentissimo temporale, che si abbatté su tutta Massa ed in particolare sulle Alpi Apuane, scaricando in due ore e mezza ben 200 mm di pioggia. In breve tempo tutto il bacino del Carrione saturò, esondando in vari punti lungo il suo corso principale. Il centro storico di Carrara venne investito in pieno dall'esondazione, che allagò le strade con quasi 2 metri d'acqua, trascinando auto e provocando la morte di una donna. Successivamente le acque invasero anche la frazione di Avenza.

### Situazione meteorologica nella Penisola
Il Nord Italia venne interessato da un flusso umido sudoccidentale, in scorrimento lungo il ramo ascendente di una vasta saccatura distesa dalla Scandinavia fino ad arrivare su tutta l'Europa centrale. La perturbazione annessa provocò rovesci e temporali in transito nell'Italia settentrionale, interessando l'area meridionale, comprese le Regioni del Centro, Toscana inclusa. Il richiamo di aria molto calda ed umida dal Mediterraneo, il teso flusso sudoccidentale e l'orografia dell'alta Toscana, molto esposta a tale flusso, furono tra le cause scatenanti della propagazione del violento temporale.

## Procedure attuate dopo l'Alluvione

### Risarcimento danni
Il Comune di Carrara ha attuato il 22 novembre 2010 un piano per la raccolta delle domande per il risarcimento dei danni subiti nel 2003 presso le ex circoscrizioni di Bonascola, Avenza e Marina di Carrara.

### Procedimenti giudiziari
Il 14 gennaio 2010 sono stati attuati dei procedimenti giudiziari per il disastro alluvionale di Carrara del 2003 nel quale risultavano indagate 24 persone tra i quali due ex sindaci per omicidio colposo e inondazione.

## Disastri collegati
Il settembre 2003 entrò già a far parte della storia per almeno 4 tristi episodi, dalla Val Canale a Taranto, da Siracusa a Carrara. Una frequenza davvero preoccupante che colpì aree geograficamente lontane, e anche orograficamente diverse.